# Camilo (chanteur)
Pour les articles homonymes, voir Camilo.
Camilo, de son vrai nom Camilo Echeverri Correa (né le 16 mars 1994), est un musicien, compositeur et chanteur colombien. Il fait ses débuts en 2008, après avoir remporté le concours de talents colombien Factor XS en 2007.
Il est connu pour des chansons telles que Tutu avec Pedro Capó, Desconocidos et La boca avec Mau y Ricky. Il est également célèbre pour avoir écrit pour d'autres chanteurs, comme Becky G et Natti Natasha, dans Sin pijama, ou pour Lali et Mau y Ricky dans Sin querer queriendo.

## Biographie
En 2006, il auditionne pour l'émission Factor X sur RCN, avec sa sœur Manuela, mais aucun d'entre eux n'arrive en finale. Ce n'est qu'en 2007 qu'il participe à nouveau à l'émission et arrive en finale, restant dans la compétition jusqu'à ce qu'il remporte le prix, qui consistait à enregistrer sa première mixtape, mais sous son prénom, Camilo Echeverry, Regálame tu corazón (2008), ainsi qu'à poursuivre ses études sur Internet.
La même année, il fait une apparition dans la série télévisée Súper pá de la RCN et dans le feuilleton En los tacones de Eva, et anime le programme pour enfants Tu Planeta Bichos (Bichos Bichez ou Bichos dans ses premières saisons) jusqu'en 2009, date à laquelle il se retire pour effectuer une tournée musicale en Colombie et aux États-Unis.
En septembre 2010, il sort sa deuxième mixtape sous le nom de Camilo Echeverry intitulée Tráfico de sentimientos, dont la production est un succès commercial dans son pays natal, ainsi que dans d'autres pays d'Amérique latine. En 2011, il est appelé pour être l'animateur de Factor X, puis revient en tant qu'animateur de l'émission pour enfants Bichos (Tu planeta Bichos dans sa dernière saison), où il se retire en 2014, pour se concentrer sur sa carrière musicale. Auparavant, le 7 octobre 2013, il avait sorti le single Déjame quererte hoy. Il décide ensuite de s'appeler Camilo, laissant derrière lui son nom de famille Echeverry.
En 2020, il sort des chansons telles que Vida de rico et Bebé avec El Alfa, et participe à d'autres chansons telles que le remix de Tattoo par Rauw Alejandro ou Amén par Ricardo Montaner,.
En novembre 2022, le chanteur publie le documentaire sur sa tournée de 2021 sur la plateforme HBO Max sous le titre Camilo : The Frst Tour of My Life.

## Vie personnelle
Camilo Echeverri Correa naît le 16 mars 1994 à Medellín, Antioquia, et grandit à Montería, Córdoba, à partir de l'âge de 5 ans en 1999. Ses parents sont l'Antioquien Eugenio Echeverri et Lía Correa.
Il est marié à la chanteuse et actrice vénézuélienne Evaluna Montaner. Le 13 octobre 2021, il annonce dans un clip vidéo qu'ils attendent leur premier enfant. En janvier 2023, Ricardo Montaner, beau-père de Camilo, dément les rumeurs sur la prétendue séparation du chanteur avec sa fille, Evaluna.

## Discographie

### Albums studio
- 2010 : Tráfico de sentimientos
- 2020 : Por primera vez
- 2021 : Mis manos
- 2022 : De adentro pa' fuera
- 2024 : Cuatro

### EP
- 2024 : Un
- 2024 : Dos
- 2024 : Tres

## Tournées
- Mis Manos Tour (2021-2022)
- De Adentro Pa' Fuera Tour (2022-2023)
- Nuestro Lugar Feliz Tour (2024)